# Martin Callanan
Martin John Callanan, Baron Callanan (født 8. august 1961) er en britisk politiker fra Storbritanniens konservative parti og minister i den britiske regering. Han var medlem af Europa-Parlamentet (MEP) fra 1999 til 2014 og formand for ECR-gruppen fra 2011 til 2014. Det lykkedes ikke Callanan at blive genvalgt ved Europa-Parlamentsvalget i 2014. Den 8. august 2014 blev det offentliggjort, at Callahan blev udnævnt til livsvarigt medlem af House of Lords.
Efter det britiske parlamentsvalg i 2017 blev Lord Callanan udnævnt til minister og parlamentarisk undersekretær i Storbritanniens transportministerium. I oktober samme år blev han Brexit-minister.